# Харків-Пасажирський (пункт контролю)
49°59′17″ пн. ш. 36°12′12″ сх. д. / 49.98806° пн. ш. 36.20333° сх. д.
Ха́рків-Пасажи́рський — пункт пропуску через державний кордон України на кордоні з Росією. Через пропускний пункт здійснюється тільки залізничний вид контролю.
Розташований у Харківській області, у місті Харків, на перетині двох маршрутів європейського значення E40 та E105. З російського боку найближчою великою станцією, де розташований пункт контролю, є «Бєлгород», Бєлгородської області.
Вид пропуску — залізничний. Статус пункту пропуску — міжнародний.
Характер перевезень — пасажирський.
Окрім радіологічного, митного та прикордонного контролю, залізничний пункт пропуску «Харків-Пасажирський» може здійснювати санітарний, фітосанітарний та ветеринарний види контролю.